# Bonito di Clermont
Bonito (Alvernia, 623 circa – Lione, 706 circa) è stato il 27º vescovo dell'Alvernia, tra il VII e il VIII secolo. È venerato come santo dalla Chiesa cattolica.

## Biografia
Di san Bonito esiste una Vita scritta da un anonimo contemporaneo, monaco dell'abbazia di Manglieu nell'Alvernia, che nel prologo dice di essere stato testimone oculare dei fatti e delle gesta del santo vescovo, e che li mette per iscritto su ordine di Adelfio, abate di Manglieu e amico di Bonito.
Bonito nacque verso il 623 nell'Alvernia, da Teodato e Siagria, discendenti dalle famiglie senatoriali romane, ancora numerose in questa regione in epoca merovingica. Venne elevato nel suo paese natale, e studiò grammatica, diritto e retorica. Dopo la morte del padre, ancora in giovane età, fu accolto alla corte di Sigeberto III di Austrasia (633-656), e qui percorse tutti i gradi della carriera amministrativa, fino a diventare referendario, vice cancelliere e guardasigilli, incarico immediatamente precedente a quello di maestro di palazzo.
Dopo la morte di Sigeberto III, cominciarono le guerre civili tra le corti di Neustria e di Austrasia, da cui uscì vincitore Pipino di Herstal, che divenne reggente del re Teodorico III. In questo periodo Bonito fu nominato prefetto di Marsiglia che governò, secondo il suo biografo, con benevolenza e saggezza, vietando, per esempio, la vendita degli schiavi e riscattando a sue spese quelli che erano già stati venduti.
Bonito aveva un fratello, Avito, che era vescovo dell'Alvernia dal 676. Sul punto di morire, d'accordo con il suo clero, Avito chiamò suo fratello a succedergli. Dopo la sua morte nel 691, una delegazione del clero della Chiesa dell'Alvernia ottenne da Pipino di Herstal il placet alla nomina di Bonito a vescovo di Clermont.
Tuttavia, secondo il suo biografo, Bonito aveva degli scrupoli sulla validità della sua elezione all'episcopato, che aveva ricevuto come un regalo da suo fratello; infatti diversi canoni conciliari vietavano di essere elevati all'episcopato su designazione del predecessore (concilio di Clermont del 535 e concilio di Parigi del 614). Bonito si consultò con Tillone, asceta sassone del monastero di Soulignac nel Limosino, che gli consigliò di dimettersi. Il vescovo allora si dimise, una decina d'anni dopo la sua elezione, e fece eleggere come successore Nordeberto, per il quale riuscì ad ottenere il consenso regio.
Bonito si ritirò nell'abbazia di Manglieu dove passò qualche tempo. In seguito decise di fare un pellegrinaggio a Roma ad limina apostolorum. Soggiornò a Lione, dove operò diversi miracoli, e dove conobbe il vescovo Godwin, un anglosassone, che nel 691 o 692 aveva consacrato Bertwald successore di Teodoro di Tarso sulla cattedra di Canterbury.
Da Lione Bonito si recò probabilmente a Ginevra e da qui passò per l'abbazia di San Maurizio d'Agauno. Nel 701 si trovava con il re Ariperto II, verosimilmente a Pavia, che aiutò con le preghiere a sconfiggere il rivale Liutperto. Arrivò poi a Roma, dove visitò le tombe degli apostoli e i santuari dei martiri. Sulla strada di ritorno, passò per Chiusi, dove operò diversi miracoli, e infine arrivò nuovamente a Lione, dove visse ancora per 4 anni prima di morire.
La sua morte è datata 12 gennaio nel manoscritto di Berna del martirologio geronimiano, mentre in quello di Floro la sua deposizione è fissata al 15 gennaio, data ritenuta più probabile. L'anno di morte è il 706 secondo la maggior parte degli autori, mentre altri pongono la sua morte nel 707. Sepolto nel monastero di San Pietro di Lione, 6 anni dopo, nel 712 circa, su iniziativa del vescovo Procolo di Clermont e dell'abate Adelfio di Manglieu, le sue spoglie furono traslate nella chiesa di San Maurizio di Clermont; la traslazione avvenne il 6 giugno, secondo il biografo del santo.

## Culto
Già menzionato nelle versioni altomedievali del Martirologio geronimiano, il suo nome venne inserito dal Baronio nel Martirologio Romano alla data del 15 gennaio.
L'odierno Martirologio Romano, riformato a norma dei decreti del Concilio Vaticano II, ricorda il santo vescovo con queste parole: